# KV60
KV60 är en grav i Konungarnas dal utanför Luxor i Egypten. KV60 är den slutliga begravningsplatsen för farao Hatshepsut som avled 1458/1457 f.Kr. under Egyptens artonde dynasti.
KV60 är placerad i den sydöstra wadin vid KV19 och KV20. KV60:s ingång finns mitt i gången precis utanför entrén till KV19. KV60 är liten och helt odekorerad, bestående av en gravkammare och en sidokammare.
I graven hittades mumien av Hatshepsut och även mumien av Hatshepsuts sjuksköterska Sitre In.
KV60 hittades 1903 och grävdes ut 1903, 1906 och 1989–1990.
| KV19 KV20 KV60 Gravarna KV19, KV20 och KV60:s placering i Konungarnas dal. |